# Bautista Saubidet Birkner
Bautista Saubidet Birkner (28 de novembro de 1995) é um velejador argentino que participou dos Jogos Olímpicos.

## Trajetória esportiva
Ele ficou em 21º lugar no evento da classe RS:X masculina nos Jogos Olímpicos de Verão de 2016. 
Além disso, ele conquistou a medalha de ouro nos Jogos Pan-Americanos de 2019, em Lima, Peru. 